# Arto Paasilinna
Arto Paasilinna (Kittilä, 20 d'abril de 1942 - Espoo, 15 d'octubre de 2018) fou un escriptor finlandès. Treballà com a periodista en diversos mitjans i les seves obres, on es barreja la crítica social i l'humor, foren traduïdes a divuit llengües diferents. Al català es traduí El moliner udolaire (la seva vuitena novel·la, també adaptada al cinema per Jaakko Pakkasvirta el 1982) i El bosc de les guineus (la seva desena novel·la, també adaptada al cinema per a la pantalla petita per Jouko Suikkari el 1986). A El moliner udolaire, l'autor fa un cant a la llibertat individual -en línia semblant a Jäniksen vuosi, 'L'any de la llebre', una de les seves primeres i més reeixides novel·les- i de defensa a la diferència, l'especificitat de cada persona, alhora que reivindica una relació harmònica entre els éssers humans i la naturalesa. Els temes principals de l'autor foren la defensa del medi ambient, la crítica a l'alienació social moderna, el paper dels finlandesos en la història i la descripció de personatges marginals, amb molt d'humor, fregant l'absurd.
Aquest rebuig de la vida urbana occidental es posa de manifest sovint per mitjà de l'allunyament, del viatge. El viatge és una constant en l'obra de Paasilinna des de les seves primeres novel·les com Jäniksen vuosi, l'edició finlandesa de la qual és de 1975 (la traducció italiana, L'anno della lepre, és de 1994 a Iperborea i la traducció castellana, El año del liebre, més recent, és de novembre de 2011 a Anagrama). En aquesta novel·la es narra les peripècies de Vatanen, un periodista, cansat de la seva feina i de la seva vida a la ciutat, que un dia anant per una carretera local atropella una petita llebre. Mirarà d'ajudar la bestiola i, a partir d'aquest fet, inicia un canvi radical en la seva vida: deixa la feina i les propietats, abandona la dona i emprèn un viatge, acompanyat del petit rosegador, cap al nord de Finlàndia, en contacte intens amb la natura dels boscos de la Carèlia.
Les novel·les de Paasilinna són molt divertides, però això no les fa intranscendents ni frívoles, encara que sovint tractin temes seriosos (en una de les seves novel·les, Hurmaava joukkoitsemurha, de la qual hi ha versió castellana, Delicioso suicidio en grupo, tracta sobre el suïcidi). La subjecció a la realitat i la contundent crítica de la societat finlandesa -com a emblema d'una societat occidental qualsevol- no deixen indiferent el lector.

### Novel·les
Algunes de les seves novel·les:
- 1981 - Ulvova mylläri
  - en català: El moliner udolaire (Edicions 62, 2004), traducció d'Emma Claret Pyrhönen.
- 1983 - Hirtettyjen kettujen metsä (El bosc de les guineus penjades)
  - en català: El bosc de les guineus (Edicions 62, 2005), traducció d'Emma Claret Pyrhönen.